# حادثة تشي تشي جيما
وقعت حادثة تشي تشي جيما (باليابانية: 小笠原事件، حادثة أوغاساوارا) في أواخر عام 1944، عندما قتل الجنود اليابانيون خمسة طيارين أمريكيين وألتهمومهم على جزيرة تشي تشي جيما، التابعة لجزر بونين.
بعد استسلام اليابان، دخل سلاح مشاة البحرية الأمريكي إلى الجزيرة وكشف عن تلك الجريمة. أُدين الضباط المتورطين في جريمة أكل لحوم البشر على أنهم مجرمو حرب من قبل المحكمة العسكرية الأمريكية وحكم على خمسة منهم بالإعدام. ومنذ الإعلان عن تفاصيل لعدد كبير من الأحداث التي كشفها الطب الشرعي والمحاكمات، أصبحت حادثة جزيرة تشي تشي جيما واحدة من أفظع حالات أكل لحوم البشر اليابانية خلال الحرب العالمية الثانية.

## الحادثة
هرب تسعة طيارين أمريكيين بعد إسقاط طائراتهم أثناء غاراتهم على تشي تشي جيما، جزيرة صغيرة تبعد 700 ميل (1,100 كيلومتر) عن جنوب طوكيو، في سبتمبر 1944، أُسر ثمانية منهم في حين استطاع التاسع، الطيار الوحيد الذي تجنب الأسر والذي أصبح لاحقاً الرئيس الأمريكي جورج بوش الأب وكان حينها طياراً يبلغ من العمر 20 عاماً.
بعد الحرب، ظهر أن الطيارين الأسرى تعرضوا للضرب والتعذيب قبل إعدامهم. وقطعت رؤوسهم بناءً على أوامر الجنرال يوشيو تاتشيبانا (立 花 芳 夫). ذكرت السلطات الأمريكية أن الضباط اليابانيين أكلوا بعد ذلك أجزاء من جثث أربعة من الرجال.

## المحاكمات
حوكم تاتشيبانا، إلى جانب 11 من المتورطين اليابانيين الآخرين في أغسطس 1946، فيما يتعلق بإعدام طيارين تابعين للبحرية الأمريكية وممارسة أكل لحوم البشر لأحدهم على الأقل ما بين فبراير ومارس 1945. ونظراً لأن القانون العسكري والدولي لم يتعاملوا مع مسألة أكل لحوم البشر على وجه التحديد، فقد حوكموا بتهمة القتل و«منع الدفن بطريقة مشرفة».
جرى التحقيق في هذه القضية عام 1947 ضمن محاكمة لجرائم حرب، حيث حوكم 30 من الجنود اليابانيين، أُدين خمسة منهم (الرائد ماتوبا، الجنرال تاتشيبانا، الأدميرال موري، النقيب يوشي والدكتور تيراكي). وحُكم على تاتشيبانا بالإعدام وشُنق.

## المؤلفات
المقال الرئيسي: الفتيان الطيارون: قصة حقيقية عن الشجاعة
في الكتاب الأكثر مبيعاً الفتيان الطيارون: قصة حقيقية عن الشجاعة، يعرض المؤلف الأمريكي جيمس برادلي تفاصيل عدة حالات لأكل لحوم أسرى الحلفاء في الحرب العالمية الثانية على أيدي آسريهُم اليابانيين. يزعم برادلي أن ذلك لا يشمل فقط طقوس أكل أكباد الأسرى المقتولين حديثاً، بل يشمل أيضاً التهام لحم الأسرى الأحياء كتغذية طوال عدة أيام، مع بتر الأطراف فقط حسب الحاجة للحفاظ على اللحوم طازجة.